# Willem Winkelman
Wilhelmus Frederikus (Willem) Winkelman (Rotterdam-Delfshaven, 14 juli 1887 – Voorburg, 1 juli 1990) was een Nederlandse snelwandelaar. Hij nam eenmaal deel aan de Olympische Spelen.

## Loopbaan

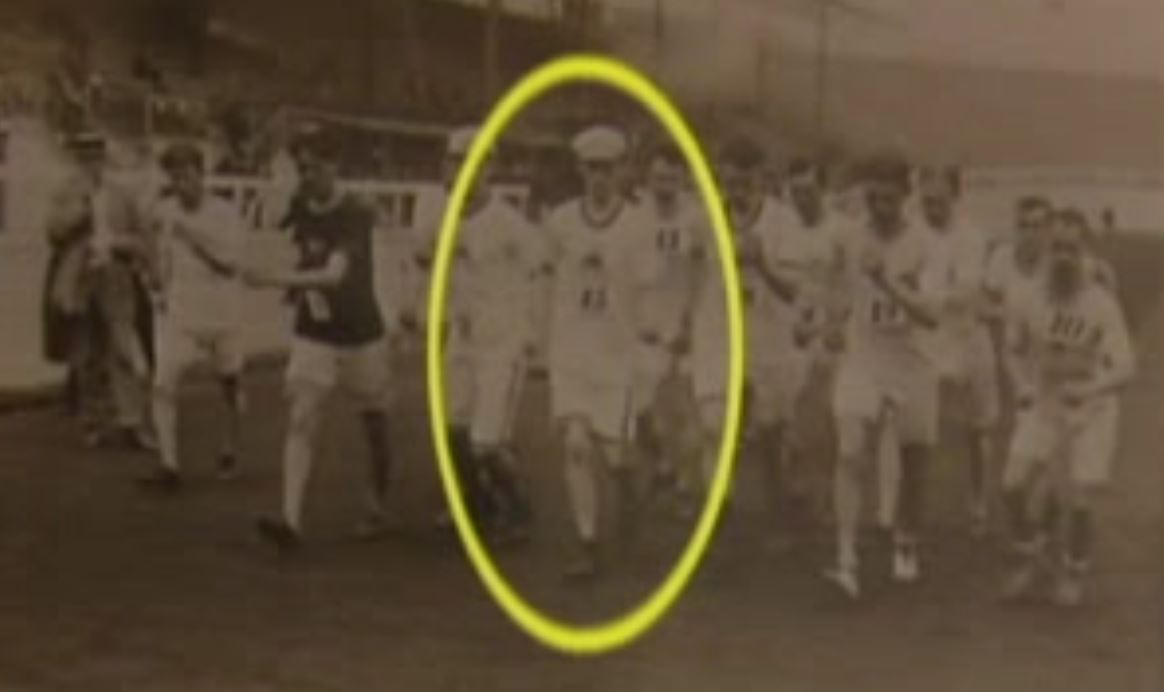
Winkelman bij de start van de olympische wedstrijd snelwandelen in Londen 1908

Winkelman nam deel aan de Olympische Spelen van 1908 in Londen op twee onderdelen. Op de 3500 m snelwandelen werd hij in zijn serie vierde in 17.57,6 en wist zich daarmee niet te plaatsen voor de finale. Op de 10 mijl snelwandelen moest hij zijn serie voortijdig beëindigen.
Willem Winkelman trainde zeer frequent voor deze speciale tak van de atletiek. Dagelijks liep hij van zijn woonplaats Delfshaven naar zijn werk in Rotterdam. Op zijn honderdste (!) verjaardag in 1987 vertelde hij in een interview, hoe weinig de sport in zijn tijd in de maatschappij te betekenen had. "De resultaten die ik samen met mijn vriend Jan Huijgen boekte waren zo goed dat we van de Nederlandse Atletiek Unie naar de Olympische Spelen mochten. Maar daarvoor moest ik vrij krijgen van mijn baas. En die zei: 'Olympische Spelen? Met die flauwekul houd ik me niet op.' Ik kon natuurlijk mijn baan opzeggen, maar ik verdiende er goed en waar haalde ik weer een betrekking vandaan? Een paar weken later kreeg ik over de post mijn Olympische kleding toegestuurd. Ik nam die mee naar mijn werk en heb daar de spullen voor de ogen van mijn baas, een voor één, op mijn dooie gemak staan uitpakken. Toen hij dat shirt met NAU (Nederlandse Atletiek Unie) erop zag, gaf hij zich gewonnen: 'Nou gáát dan maar, Winkelman' zei hij. Ik hoor het hem nog zeggen."
Over zijn prestaties in Londen zei hij naderhand: "Tegen de Engelsen konden we niet op. De Spelen waren een internationale leerschool voor ons, een heel goeie leerschool."
Willem Winkelman overleed op 1 juli 1990 op bijna 103-jarige leeftijd.